# Edyta Sicińska
Edyta Maria Magdalena Sicińska, z d. Mertlik, primo voto Gałuszka (ur. 24 sierpnia 1909 w Wiedniu, zm. 5 czerwca 1979 w Krakowie) – polska tłumaczka z języka niemieckiego, m.in. nowel Heinricha von Kleist oraz powieści Hermanna Hessego, Thomasa Manna i Eliasa Canettiego.

## Życiorys
Z urodzenia była Austriaczką. Jej rodzice wcześnie się rozeszli, pod koniec I wojny światowej matka zamieszkała razem z nią w Krakowie. W 1925 rozpoczęła naukę w Wolnej Szkole Malarskiej Marii Ludwiki Mehofferowej w Krakowie, w 1929 poślubiła poetę Józefa Gałuszkę. Od lat 30. poświęciła się tłumaczeniom z języka niemieckiego, w 1935 została członkiem Związku Literatów Polskich. Po samobójczej śmierci męża we wrześniu 1939 pozostała w Krakowie, w 1941 poślubiła prawnika, Jerzego Sicińskiego.
Po II wojnie światowej kontynuowała działalność przekładową, tłumaczyła przede wszystkim niemieckojęzyczną prozę współczesną. Była członkiem polskiego PEN Clubu, który w 1970 przyznał jej nagrodę za przekład z literatury obcej na język polski.
Jest pochowana na Cmentarzu Salwatorskim, sektor SC13-1-9.

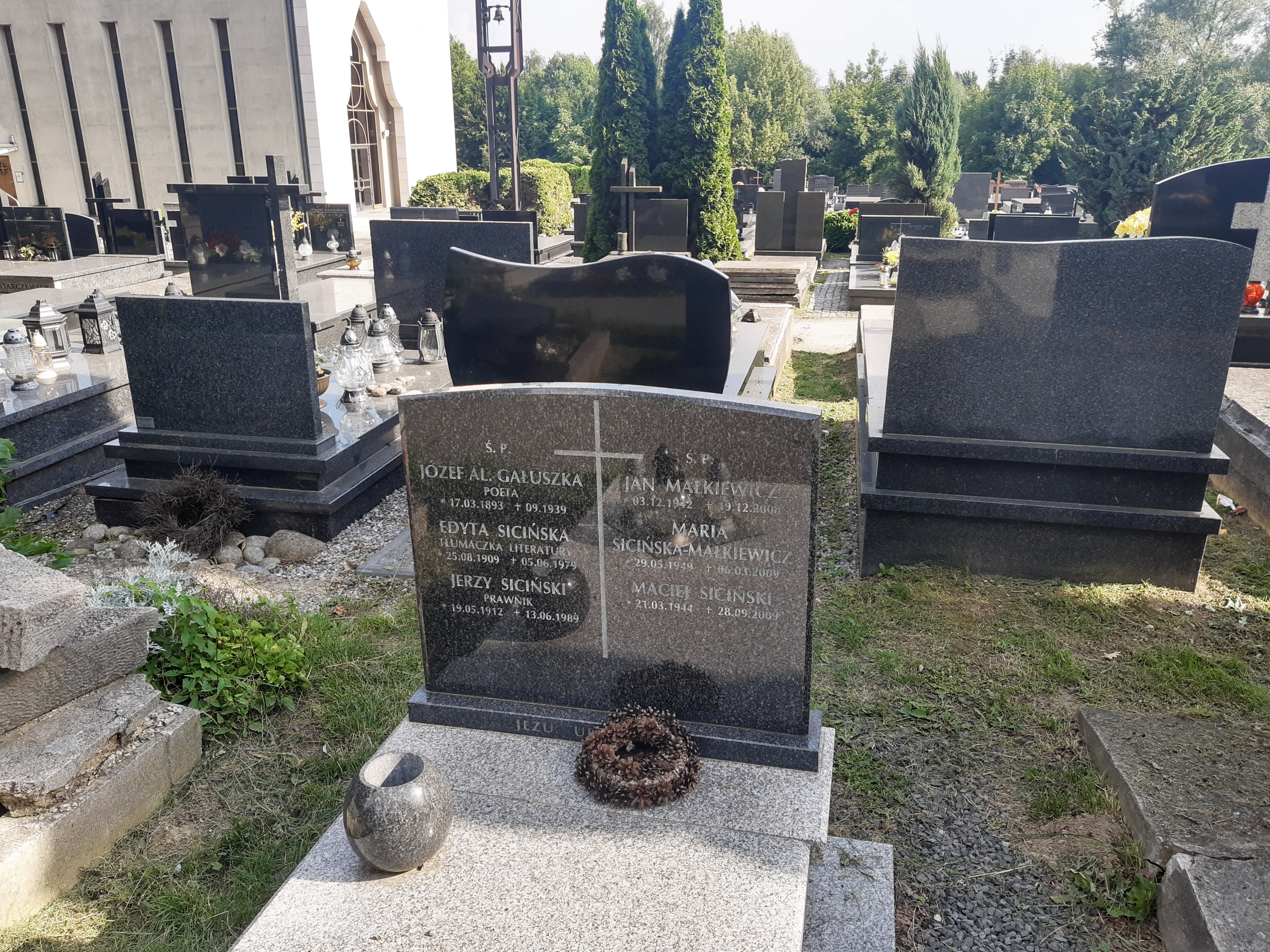
Grób Józefa Aleksandra Gałuszki i Edyty Sicińskiej na Cmentarzu Salwatorskim

## Przekłady
- Jakob Wassermann Panicz Ernest (1930)
- Hans Carossa(inne języki) Doktor Gion (1933)
- Emil Ludwig Nil. Życiorys rzeki (Tom 1-2 - 1938–1939)
- Emil Ludwig Kleopatra. Życiorys królowej (1939)
- Jo van Ammers-Küller Wierność rodu Tavelincków (1947)
- Agatha Christie Noc w bibliotece (1947)
- Réne Gardi(inne języki) Wakacje nad jeziorem (1947)
- Richard Schweizer(inne języki) Ostatnia szansa (1947)
- Marika Stiernstedt Zamach w Paryżu (1947)
- Archibald Joseph Cronin Nocny dyżur (1948)
- Arnold Zweig Topór z Wandsbek (1951)
- Louis Fürnberg(inne języki) Spotkanie w Weimarze (1955)
- Hermann Hesse Pod kołami (1955 - wznowienia pod tytułem Wyższy świat)
- Hermann Hesse Peter Camenzind (1957)
- Egon Erwin Kisch Meksyk (1957)
- Egon Erwin Kisch Praski pitaval (1957)
- Ernst Theodor Amadeus Hoffmann Kota Mruczysława poglądy na życie oraz Fragmenty biografii kapelmistrza Jana Kreislera przypadkiem na strzępach makulatury zachowane (1958)
- Heinrich von Kleist Dzieła wybrane (1960 - przetłumaczyła nowele: Michał Kohlhaas, Markiza O., Trzęsienie ziemi w Chile, Zaręczyny w San Domingo, Znajda - tłumaczenia te znalazły się także w tomie Dramaty i nowele wydanym w 1969 w serii Biblioteki Narodowej, Seria 2, tom 158)
- Oskar Maria Graf Jesteśmy więźniami (1961)
- Thomas Mann Józef i jego bracia (1961)
- Hermann Kesten Dzieci z Guerniki (1963)
- Hermann Kesten Szczęśliwi ludzie (1964)
- Gerard Walschap(inne języki) Jan Houtekiet (1964 - tłumaczenie z niemieckiego, oryginał w języku niderlandzkim)
- Stefan Andres Przebierańcy i inne opowiadania (1965)
- Elias Canetti Auto da fé (1966)
- Max von der Grün Błędne ogniki i płomień (1966)
- Ruth Kraft(inne języki) Pod wiatr (1967)
- Hermann Broch Kusiciel (1970)
- Olav Duun Bliźni (1970 - tłumaczenie z niemieckiego, oryginał w języku norweskim)
- Marlen Haushofer  Niebo, które nie kończy się nigdzie (1970)
- Hans Christian Branner(inne języki) Zabawki (1971)
- Wolfgang Joho(inne języki) Zjazd koleżeński (1971)
- Wolfgang Koeppen Cieplarnia (1972)
- Olav Duun Ragnhilda (1973 - tłumaczenie z niemieckiego, oryginał w języku norweskim)
- Johan Falkberget Chleb nocy (1974 - tłumaczenie z niemieckiego, oryginał w języku norweskim)
- Marie Luise Kaschnitz Most św. Anioła (1974)
- Stefan Andres Pokusa Synezjosa (1975)
- Horst Geissler Odyseusz i kobiety (1977)
- Marie Luise Kaschnitz Miejsca (1978)
- Wolfgang Koeppen Młodość (1978)
- Johannes Bobrowski Młyn Lewina. 34 zdania o moim dziadku (1980)